# Николич, Ненад
Ненад Николич (хорв. Nenad Nikolić; род. 7 января 1959, Сплит) — югославский и хорватский футболист, тренер.

## Карьера
В качестве футболиста выступал на позиции защитника за югославские команды низших лиг. Став тренером Николич переехал в Иран, где он долгое время работал в системе клуба «Фулад». Дважды он возглавлял основную команду. В 2007—2008 годах хорватский специалист руководил молодежной сборной Ирана. В 2021 году Ненад Николич после долгой паузы вернулся к работе, став главным тренером сборной Йемена.